# Староєжово
Староєжо́во (рос. Староежово, башк. Иҫке Ежов) — присілок у складі Бірського району Башкортостану, Росія. Входить до складу Бірської сільської ради.
Населення — 89 осіб (2010; 103 у 2002).
Національний склад:
- росіяни — 97 %